# Ruitenwissermotor

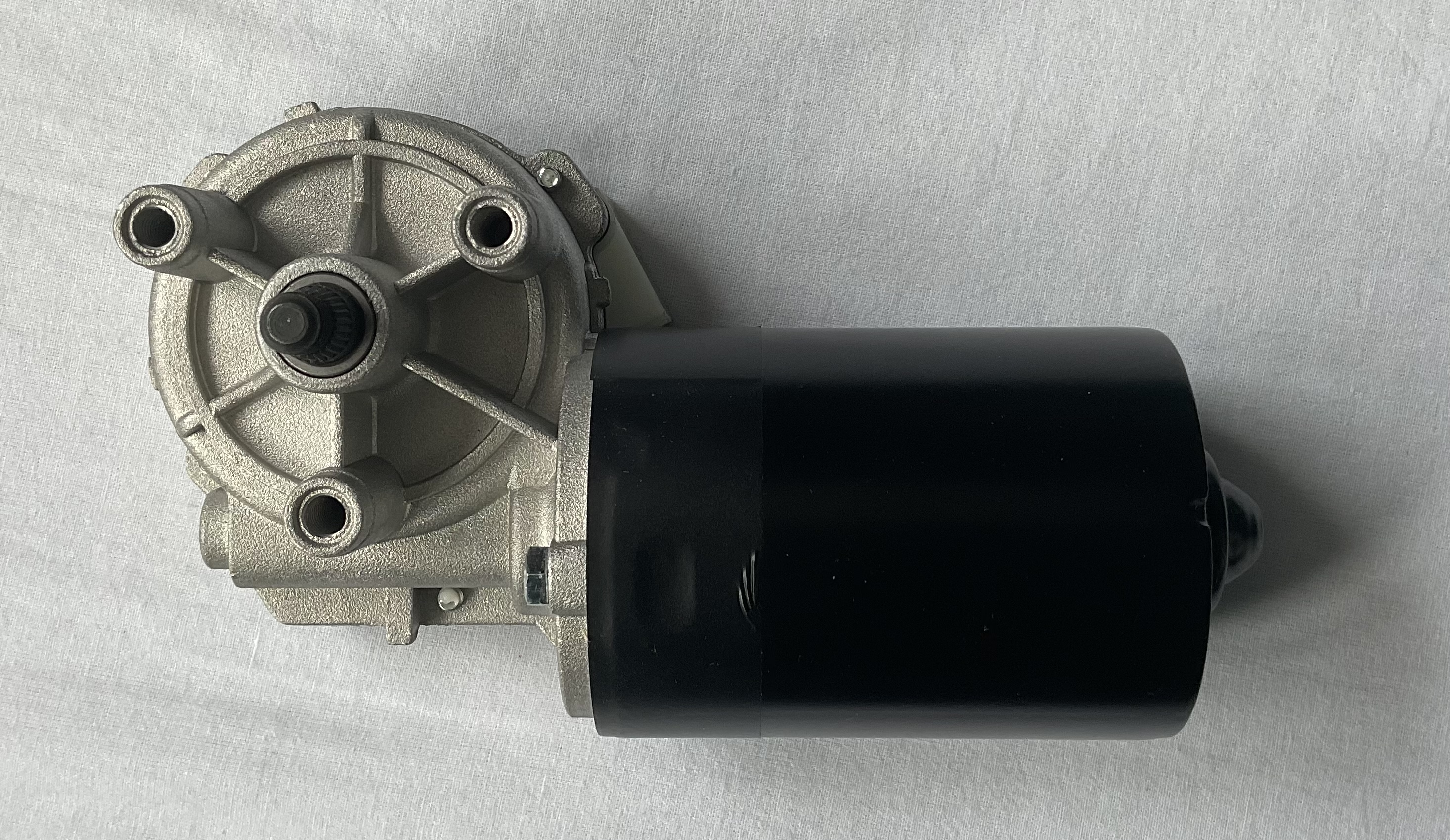
Ruitenwissermotor

Een ruitenwissermotor wordt gebruikt voor het in beweging brengen van de ruitenwisserbladen van een vervoermiddel als een auto of vrachtwagen. De motor is aan een mechaniek bevestigd dat er voor zorgt dat de roterende beweging van de motor wordt omgezet in een heen-en-weer-beweging, zodat de ruitenwisserbladen heen-en-weer gaan. Hiertoe heeft de motor twee sleepcontacten, de motor zelf maakt een volledige 360° rotatie, waarbij de sleepcontacten afwisselend contact maken.
Op de voorruit van een personenauto bevinden zich doorgaans twee ruitenwissers. Deze zijn gemonteerd aan de onderzijde van de voorruit en de motoren daarvan zijn in de regel moeilijk toegankelijk. Op de achterruit is soms ook een ruitenwisser aanwezig, afhankelijk van het model auto. De ruitenwissermotor is in dat geval gemonteerd in de achterklep van de auto.
De ruitenwisser aan de achterzijde kent maar een enkele snelheid, de ruitenwisser voor de voorruit kent doorgaans meerdere snelheden, waarbij de langzaamste snelheid met (soms instelbaar) interval gebruikt wordt bij lichte neerslag. De hogere snelheid wordt geselecteerd door het afschakelen van een anker met wikkelingen, die door het draaien van de motor een tegenspanning opwekt. Met meer wikkelingen is er meer mechanische weerstand waardoor de beweging trager is.
Voor vrachtwagens wordt wel pneumatische aandrijving voor de wissers gebruikt; hierbij werkt het systeem met luchtdruk en niet met een motor.